# 大いなる砲火
『大いなる砲火』（A Time for Killing、The Long Ride Home）は、1967年にアメリカ合衆国で公開された映画。1961年に発表された小説「The Southern Blade」に基づいている。監督はフィル・カールソン。出演はグレン・フォード、ジョージ・ハミルトン、インガー・スティーブンスなど。ハリソン・フォードが初めてクレジットされた映画作品としても知られる。
当初はロジャー・コーマンが監督していたが、制作会社であるコロンビア ピクチャーズとのトラブルにより途中降板し、最終的にカールソンが作品を完成させた。コーマンは降板後、本作監督前に所属していたAIPへ戻り『ワイルド・エンジェル』を監督した。コーマンはこの経験について後に「マイナーとメジャーでは、許される自由の量が違った」と述べている。

## キャスト
- トム・ウォルコット少佐: グレン・フォード（吹替: 森川公也）
- エミリー・ビドル: インガー・スティーブンス（英語版）
- ドリット・ベントリー大尉: ジョージ・ハミルトン（吹替: 広川太一郎）
- ブルー・レイク: ポール・ピーターセン（英語版）
- リー・キャット: ティモシー・キャリー（英語版）
- クリーハン軍曹: ケネス・トビー
- パディ・ダーリン伍長: リチャード・X・スラッテリー（英語版）
- シェイファー中尉: ハリソン・J・フォード
- オーウェルソン: ケイ・E・クーター（英語版）
- ゾリコファー: ディック・ミラー
- ハリーズ大佐: エミール・マイヤー（英語版）
- ステドナー: マーシャル・リード（英語版）
- ルーサー・リスケル軍曹: マックス・ベア・Jr.（英語版）
- プルー・プルデッシング中尉: トッド・アームストロング
- ダン・ウェイ軍曹: ハリー・ディーン・スタントン

※日本語吹替：テレビ版・放送日1972年4月26日『水曜ロードショー』他

## スタッフ
- 監督: フィル・カールソン（英語版）
- 製作: ハリー・ジョー・ブラウン・Jr.
- 原作: ネルソン・ウォルフォード、シャーリー・ウォルフォード「The Southern Blade」
- 脚本: ハルステッド・ウェルズ
- 撮影: ケネス・ピーチ（英語版）
- 編集: ロイ・V・リヴィングストン
- 音楽: マンデル・ロウ（英語版）